# Goldsmid-Linie
Goldsmid-Linie bezeichnet den 1871 von Großbritannien festgelegten Grenzverlauf zwischen dem Iran, Afghanistan und Britisch-Indien (heute Pakistan).
Die Goldsmid-Linie ist nach dem britischen Generalmajor Frederic Goldsmid benannt, der 1870 von der britischen Regierung auf eine Expedition geschickt wurde, um die genauen Grenzen der Region Sistan zu bestimmen, was wiederum zu einer genauen Abgrenzung des britischen Kolonialreiches in Nordwestindien zu den ebenfalls britisch dominierten Nachbarstaaten und dieser untereinander führen sollte. Goldsmid wählte den Fluss Hilmend als natürliche Grenzmarkierung. 1873 legten Großbritannien und Iran diesen Verlauf in einem Vertrag fest. Da dieser Fluss aber häufig seinen Lauf änderte, kam es in den folgenden Jahren immer wieder zu Auseinandersetzungen, vor allem zwischen Afghanistan und dem Iran. 1893 wurde schließlich die Durand-Linie festgelegt, die Britisch-Indien von Afghanistan trennte. Der südliche Teil der Grenze zwischen dem Iran und Britisch-Indien sowie die Grenze zwischen Afghanistan und dem Iran blieben aber als Goldsmid-Linie bekannt und wurde 1896 im Gelände markiert. Damit endeten die Gebietsstreitigkeiten aber nicht. Eine weitere Expedition unter dem britischen Major Henry McMahon legte 1903/04 schließlich die Grenze unabhängig vom Flusslauf fest.
Die Grenzziehung läuft durch das Siedlungsgebiet der Belutschen.